# Vladimir Stojković
Vladimir Stojković (cyr. Владимир Стојковић; ur. 28 lipca 1983 w Loznicy) – piłkarz serbski grający na pozycji bramkarza. Od 2017 roku zawodnik FK Partizan.

## Kariera klubowa
Stojković urodził się miejscowości Loznica w Serbii. Pochodzi z usportowionej rodziny – ojciec Vladimira Stojkovicia był także bramkarzem, natomiast matka była kiedyś szczypiornistką – dlatego Stojković miał wystarczające predyspozycje by zostać piłkarzem. Piłkarskie kroki stawiał w klubie z rodzinnego miasta o nazwie FK Loznica. Jako 17-latek trafił do drużyny belgradzkiej Crvenej Zvezdy. Tam jednak jego talent został przyćmiony przez Vladimira Dišljenkovicia, który trafił do pierwszej drużyny Crvenej Zvezdy. By zdobywać doświadczenie Stojković został wypożyczony do bośniackiej drużyny Leotar Trebinje. Po pół roku pobytu w Bośni Stojković wrócił do Belgradu, ale został znów wypożyczony, tym razem do podbelgradskiego klubu FK Zemun. Tam grał do lata 2005 roku i wtedy to z Crvenej Zvezdy do Metalurga Donieck odszedł Dišljenković i Stojković stał się pierwszym bramkarzem zespołu. Sezon 2005/2006 był dla Vladimira w pełni udany. Został uznany najlepszym bramkarzem sezonu w Serbii i walnie przyczynił się do odzyskania przez „Czerwoną Gwiazdę” tytułu mistrzowskiego w tym kraju. Na dodatek Crvena Zvezda zdobyła także Puchar Serbii. Tak dobra dyspozycja nie mogła ujść uwadze zagranicznym menedżerom. Najbardziej konkretną ofertę złożył klub Ligue 1 FC Nantes i latem 2006 roku Vladimir za kwotę 3 milionów euro przeszedł do tego francuskiego klubu, w którym to był pierwszym bramkarzem, jednak w 2007 roku karierę piłkarską wznowił Fabien Barthez i Stojković został na pół roku wypożyczony do SBV Vitesse. Natomiast latem 2007 przeszedł do Sportingu, gdzie zastąpił Ricardo, odchodzącego do Realu Betis. W nowym klubie Serb przegrał jednak rywalizację o miano pierwszego bramkarza z Rui Patrício.
W styczniu 2010 roku został wypożyczony do Wigan Athletic. W latach 2010–2013 grał w Partizanie Belgrad. W 2014 przeszedł najpierw do PAE Ergotelis, a następnie do Maccabi Hajfa. W 2016 trafił do Nottingham Forest.
| Sezon   | Klub              | Kraj                | Rozgrywki          | Mecze | Bramki |
| ------- | ----------------- | ------------------- | ------------------ | ----- | ------ |
| 2003/04 | FK Zemun          | Serbia i Czarnogóra | Super liga Srbije  | 5     | 0      |
| 2004/05 | FK Zemun          | Serbia i Czarnogóra | Super liga Srbije  | 28    | 0      |
| 2005/06 | FK Crvena zvezda  | Serbia i Czarnogóra | Super liga Srbije  | 22    | 0      |
| 2006/07 | FC Nantes         | Francja             | Ligue 1            | 10    | 0      |
| 2006/07 | SBV Vitesse       | Holandia            | Eredivisie         | 8     | 0      |
| 2007/08 | Sporting CP       | Portugalia          | Superliga          | 9     | 0      |
| 2008/09 | Getafe CF         | Hiszpania           | Primera División   | 5     | 0      |
| 2009/10 | Wigan Athletic    | Anglia              | Premier League     | 4     | 0      |
| 2010/11 | FK Partizan       | Serbia              | Super liga Srbije  | 26    | 0      |
| 2011/12 | FK Partizan       | Serbia              | Super liga Srbije  | 25    | 0      |
| 2012/13 | FK Partizan       | Serbia              | Super liga Srbije  | 21    | 1      |
| 2013/14 | FK Partizan       | Serbia              | Super liga Srbije  | 14    | 0      |
| 2013/14 | PAE Ergotelis     | Grecja              | Superleague Ellada | 11    | 0      |
| 2014/15 | Maccabi Hajfa     | Izrael              | Ligat ha’Al        | 35    | 0      |
| 2015/16 | Maccabi Hajfa     | Izrael              | Ligat ha’Al        | 31    | 0      |
| 2016/17 | Nottingham Forest | Anglia              | Championship       | 20    | 0      |
| 2017/18 | FK Partizan       | Serbia              | Super liga Srbije  | 23    | 0      |
| 2018/19 | FK Partizan       | Serbia              | Super liga Srbije  | 30    | 0      |
| 2019/20 | FK Partizan       | Serbia              | Super liga Srbije  |       |        |

## Kariera reprezentacyjna
Swoją reprezentacyjną karierę Stojković zaczął w reprezentacji Serbii i Czarnogóry w kategorii Under-21. Był rezerwowym bramkarzem w kadrze na Młodzieżowe Mistrzostwa Europy w 2004 roku w Niemczech. Natomiast w 2006 na kolejnych MME odbywających się w Portugalii był już kapitanem (w zastępstwie Danko Lazovicia). Zaraz po tych mistrzostwach został powołany przez selekcjonera Iliję Petkovicia do 23-osobowej kadry na finały Mistrzostw Świata w Niemczech. Tam był tylko rezerwowym dla Dragoslava Jevricia i nie wystąpił w żadnym z meczów, a Serbowie doznali klęski na tych mistrzostwach przegrywając 0:1 z Holandią, 0:6 z Argentyną i 2:3 z Wybrzeżem Kości Słoniowej. Po uzyskaniu przez Czarnogórę niepodległości nastąpił rozpad Serbii i Czarnogóry, toteż Jevrić stracił miejsce w składzie Serbii. Dodatkowo nowym selekcjonerem został Hiszpan Javier Clemente i Stojković od tego czasu stał się pierwszym bramkarzem i właśnie za kadencji Clemente zadebiutował w pierwszej reprezentacji Serbii. Debiut miał miejsce 18 sierpnia 2006 w zwycięskim przez Serbów towarzyskim wyjazdowym meczu z reprezentacją Czech. Zagrał także w dwóch meczach eliminacji do Euro 2008 – w wygranym 1:0 Azerbejdżanem oraz zremisowanym 1:1 z Polską.